# Cratere Aquamarine
Aquamarine è un cratere sulla superficie di 2867 Šteins.